# Najib Tun Razak

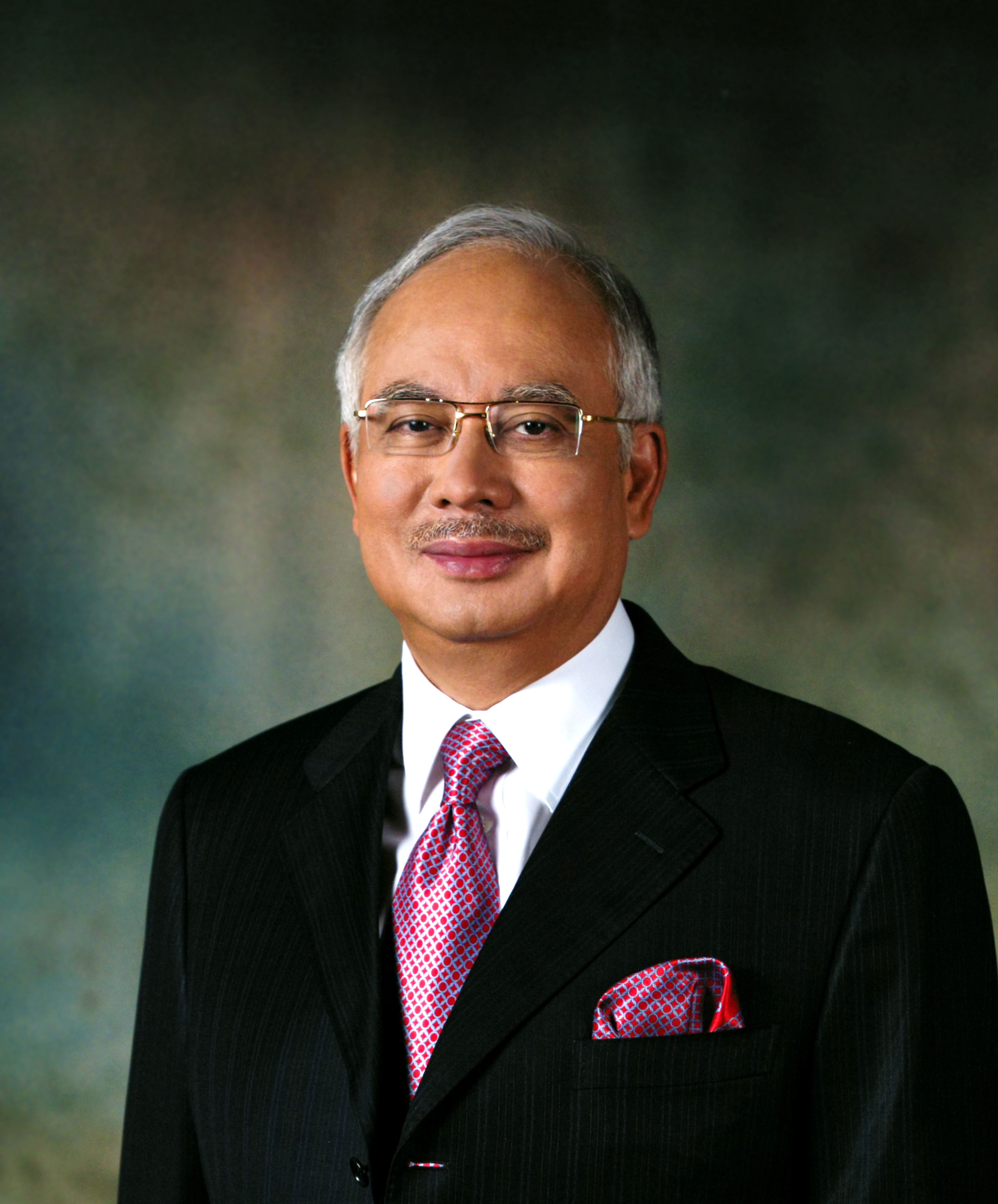
Najib Razak

Haji Mohammedd Najib bin Tun Haji Abdul Razak (känd med titeln Dato' Sri och namnet Najib Tun Razak), född 23 juli 1953 i Kuala Lipis i Pahang, var Malaysias premiärminister 2009–2018, varefter han efterträddes av Mahathir bin Mohamad.
Den 28 juli 2020 dömdes Najib på alla punkter för maktmissbruk, tre fall av penningtvätt och vad som av rätten i Malaysia kallas brottsligt missbruk av förtroende till 12 års fängelse.

## Korruptionsanklagelserna
Den 28 juli 2020 Najib dömdes till 12 års fängelse för korruptionsbrott i miljardklassen. Han skulle också betala närmare 50 miljoner dollar i böter.
Najib ska ha fört över motsvarande 5,5 miljarder kronor från den statliga investeringsfonden 1MDB till sina personliga bankkonton. Pengarna ska han ha lagt på bland annat lyxhus, konst och en yacht. Najib har hela tiden nekat till anklagelserna och menar att han var ovetandes om pengatransaktionerna. Under rättegången har försvaret porträtterat honom som ett offer och menar att den som varit hjärnan bakom korruptionsskandalen är finansmannen Low Taek Jho, som åtalats både i USA och Malaysia. Low hävdar dock att han är oskyldig.
Den här korruptionsskandalen ledde till att Najib och hans UMNO-parti förlorade valet 2018.
Korruptionsanklagelserna gjorde också att hans lyxälskande hustru Rosmah Mansor grillats av utredarna, som även beslagtog en stor mängd exklusiva handväskor och smycken från parets fastigheter.